# Fiat Toro
Fiat Toro är en lätt lastbil som tillverkas av Fiat Chrysler Automobiles brasilianska dotterbolag sedan 2016.
Versioner:
| Modell       | Motor               | Cylindervolym | Effekt | Bränslesystem                 |
| ------------ | ------------------- | ------------- | ------ | ----------------------------- |
| 2.0 Multijet | 4-cyl radmotor DOHC | 1956 cm³      | 170 hk | Common rail turbodiesel       |
| 1.8 E.TorQ   | 4-cyl radmotor DOHC | 1747 cm³      | 132 hk | Bränsleinsprutning (E85 flex) |
| 2.4          | 4-cyl radmotor DOHC | 2360 cm³      | 174 hk | Bränsleinsprutning (E85 flex) |